# Saratoga Springs (Utah)
Saratoga Springs is een plaats (town) in de Amerikaanse staat Utah, en valt bestuurlijk gezien onder Utah County.

## Demografie
Bij de volkstelling in 2000 werd het aantal inwoners vastgesteld op 1003.
In 2006 is het aantal inwoners door het United States Census Bureau geschat op 7283, een stijging van 6280 (626.1%).

## Geografie
Volgens het United States Census Bureau beslaat de plaats een oppervlakte van
26,8 km², waarvan 26,5 km² land en 0,3 km² water. Saratoga Springs ligt op ongeveer 1373 m boven zeeniveau.

## Plaatsen in de nabije omgeving
De onderstaande figuur toont nabijgelegen plaatsen in een straal van 16 km rond Saratoga Springs.